# 瓦西里·尤里耶維奇·戈盧別夫
瓦西里·尤里耶維奇·戈盧別夫（俄語：Василий Юрьевич Голубев，1957年1月30日—）是俄羅斯政治人物。他於2010年至2024年擔任羅斯托夫州州長。

## 生平
蘇聯時期，他曾爲蘇共黨員。蘇聯解體後，他成為莫斯科州一個政治家，並在1999至2000年間擔任代理州長數週。2010年，他搬至羅斯托夫。他妻子為商人。

### 制裁
2022年，因俄羅斯入侵烏克蘭，英國政府宣佈將其落入制裁名單。

## 外部連結
瓦西里·尤里耶維奇·戈盧別夫的X（前Twitter） 